# Saison 2002 de Sébastien Loeb en sport automobile
2001 2003
Sébastien Loeb remporte en 2002 sa première victoire en Championnat du monde des rallyes dans le cadre d'un programme partiel en collaboration avec Citroën Sport. Initialement déclaré vainqueur à l'issue du rallye Monte-Carlo pour son quatrième départ en catégorie reine, il fut déclassé à la seconde place pour un changement de pneus inopportun de son équipe et dut patienter jusqu'au rallye d'Allemagne pour être  officiellement crédité de son premier succès. Il fait également ses débuts sur circuit en réalisant le Hat Trick lors de la manche d'ouverture de la coupe de Formule France à Nogaro, puis achève sa saison par une première participation à la Course des Champions qu'il terminera second.

## Championnat du monde des rallyes
La saison 2002 marque le passage d'un nouveau cap pour le nouveau champion du monde junior. En récompense de sa deuxième place acquise l'année précédente  au rallye Sanremo pour sa première participation à une manche du mondial au volant de la Xsara WRC, Sébastien Loeb se voit proposer d'intégrer la structure de Citroën Sport en catégorie reine assorti d'un programme partiel couvrant environ les deux tiers du calendrier. La marque aux chevrons compte ainsi poursuivre son rodage autour d'un socle de sept épreuves pour sa deuxième année de préparation en WRC, avec l'objectif de jouer les places d'honneur dès 2003. Toujours en phase d'apprentissage contrairement à son écurie sœur Peugeot, double championne du monde en titre, Citroën ne peut alors prétendre à une inscription officielle au championnat Constructeurs, faute d'en disputer l'intégralité. Les trois pilotes ayant participé au développement de la Xsara en 2001, Philippe Bugalski, Jesús Puras et Thomas Rådström, sont quant à eux reconduits dans leur fonction par la jeune équipe française pour poursuivre l'aventure.

### 70eRallye Automobile Monte-Carlo
Sébastien Loeb entame sa saison par le rallye Monte-Carlo, traditionnelle manche d'ouverture du mondial qu'il découvrit pour la première fois l'année précédente au volant d'une Saxo Kit Car. Il accroche la sixième place à l'issue de la première spéciale puis se porte en tête du général pour cinq secondes en signant le scratch dans le secteur de Sisteron. Il récidive dans le chrono suivant, creusant des écarts importants sur ses poursuivants et accentuant son avance à plus de trente secondes au soir de la première étape, devant le quadruple champion du monde Tommi Mäkinen tout juste débarqué au sein de l'équipe Subaru. Le lendemain, évoluant sur des tronçons qu'il connait moins, l'Alsacien accroche systématiquement le quatuor de tête intermédiaire et enlève deux temps scratchs supplémentaires. Il achève la journée en limitant le temps concédé à huit secondes et conserve ainsi sa position de leader pour près d'une demi-minute. À l'entame de la dernière étape, Mäkinen parvient à réduire d'un tiers le retard accumulé sur le Français dès la première spéciale. Loeb réagit aussitôt en signant le scratch dans le chrono suivant de Sospel - La Bollène pour reléguer son adversaire à près de cinquante secondes. Il maintiendra cet écart jusqu'à l'arrivée dans le port de Monaco qu'il franchira en tête devant les quatre derniers champions du monde de la discipline. Il devait dès lors décrocher sa première victoire en WRC pour son deuxième rallye au volant de la nouvelle Xsara, mais une réclamation est alors déposée auprès de la direction de course par l'équipe Subaru. Le reproche porte sur un changement de pneus effectué par les mécaniciens de Citroën sur la voiture de Loeb durant les dix minutes d'assistance prévues au soir de la deuxième étape. Celui-ci n'aurait dû intervenir selon le règlement qu'à la réouverture du parc fermé le lendemain matin avant le départ vers les secteurs chronométrés. Cette négligence n'apportant aucun avantage en matière de performances, Guy Fréquelin plaide la clémence, arguant que ce point de détail est spécifique à l'épreuve monégasque. Les commissaires décident malgré tout d'infliger une pénalité de deux minutes au jeune pilote français, le rétrogradant de fait à la deuxième place du général et offrant à Tommi Mäkinen sa quatrième victoire consécutive au Monte-Carlo sur tapis vert, lui permettant de dépasser le record de son rival Colin McRae du plus grand nombre de rallyes remportés en championnat du monde,
. De son côté, l'Alsacien relativise ce coup du sort, estimant que les observateurs le considèrent comme le vainqueur moral : « Cela ne change pas grand chose pour moi : je sais que j'ai gagné. Une victoire, cela se remporte sur le terrain car sur tapis vert c'est toujours plus facile. Tous les autres pilotes savent que c'est moi qui ai emporté ce rallye. Sainz, McRae, Makinen, entre autres sont venus me féliciter. Ce n'est pas étonnant car vous savez, il y a une bonne ambiance entre pilotes dans le championnat du monde des rallyes. ». Il avoue également nourrir des ambitions pour les prochaines manches asphalte de la saison.
| Étape   | Jour   | E.S. | Heure   | Nom                               | Distance | Clas. Spé.       | Temps            | Vit. Moy.        | Clas. |
| ------- | ------ | ---- | ------- | --------------------------------- | -------- | ---------------- | ---------------- | ---------------- | ----- |
| Étape 1 | 18 jan | SS1  | 8 h 30  | Selonnet - Turriers 1             | 28,74 km | 7e               | 18 min 07 s 9    | 95,1 km/h        | 6e    |
| Étape 1 | 18 jan | SS2  | 11 h 06 | Sisteron - Thoard 1               | 36,73 km | Spéciale annulée | Spéciale annulée | Spéciale annulée | 6e    |
| Étape 1 | 18 jan | SS3  | 13 h 39 | Selonnet - Turriers 2             | 28,74 km | 5e               | 17 min 33 s 3    | 98,2 km/h        | 4e    |
| Étape 1 | 18 jan | SS4  | 14 h 57 | Sisteron - Thoard 2               | 36,73 km | 1er              | 23 min 41 s 1    | 93,0 km/h        | 1er   |
| Étape 1 | 18 jan | SS5  | 18 h 25 | Puget - Toudon 1                  | 26,76 km | 1er              | 17 min 44 s 7    | 90,5 km/h        | 1er   |
| Étape 2 | 19 jan | SS6  | 10 h 08 | Villars-sur-Var                   | 12,08 km | 4e               | 9 min 50 s 4     | 73,7 km/h        | 1er   |
| Étape 2 | 19 jan | SS7  | 10 h 51 | Puget - Toudon 2                  | 26,76 km | 1er              | 17 min 30 s 7    | 91,7 km/h        | 1er   |
| Étape 2 | 19 jan | SS8  | 13 h 49 | Coaraze - Loda 1                  | 23,05 km | 2e               | 16 min 02 s 9    | 86,2 km/h        | 1er   |
| Étape 2 | 19 jan | SS9  | 14 h 32 | La Bollène - Turini - Moulinet 1  | 23,47 km | 3e               | 16 min 11 s 4    | 87,0 km/h        | 1er   |
| Étape 2 | 19 jan | SS10 | 18 h 09 | Coaraze - Loda 2                  | 23,05 km | 1er              | 16 min 08 s 2    | 85,7 km/h        | 1er   |
| Étape 2 | 19 jan | SS11 | 18 h 56 | La Bollène - Tourini - Moulinet 2 | 23,47 km | 2e               | 16 min 28 s 9    | 85,4 km/h        | 1er   |
| Étape 3 | 20 jan | SS12 | 9 h 13  | Sospel - La Bollène 1             | 32,85 km | 6e               | 22 min 49 s 0    | 86,4 km/h        | 1er   |
| Étape 3 | 20 jan | SS13 | 10 h 08 | Loda - Lucéram 1                  | 16,55 km | 1er              | 12 min 03 s 9    | 82,3 km/h        | 1er   |
| Étape 3 | 20 jan | SS14 | 12 h 33 | Sospel - La Bollène 2             | 32,85 km | 5e               | 22 min 29 s 0    | 87,7 km/h        | 1er   |
| Étape 3 | 20 jan | SS15 | 13 h 28 | Loda - Lucéram 2                  | 16,55 km | 4e               | 12 min 03 s 4    | 82,4 km/h        | 1er   |

### 51st Uddeholm Swedish Rally
Le rallye de Suède, seule épreuve neige du calendrier, est une découverte à la fois pour Citroën et pour Sébastien Loeb, ce dernier ne l'ayant précédemment disputé qu'à une seule reprise au volant d'une Saxo Kit Car. Sur un terrain spécifique réputé chasse gardée des pilotes nordiques, la marque aux chevrons compte essentiellement sur le Suédois Thomas Rådström pour faire progresser la Xsara sur cette surface, quand les objectifs de l'Alsacien se limitent à y accumuler de l'expérience. Au terme d'une entame difficile, Loeb pointe au-delà de la vingtième place à l'issue des premiers secteurs chronométrés avant d'abandonner plus de trois minutes dans le premier passage de Granberget à la suite d'une sortie de route. Il achève la première étape en vingt-neuvième position. Le tracé de la deuxième journée est l'occasion pour les pilotes de parcourir une nouvelle fois certaines spéciales de la veille. C'est précisément dans ces tronçons que l'Alsacien améliore son rythme et sa pointe de vitesse en profitant de la correction apportée à ses notes lors du débriefing des premiers passages. Il signe ainsi le troisième temps dans Lejen et affiche une progression de neuf places à la mi-journée, avant de concéder près de deux minutes dans les 11 km de Malta en raison de l'obstruction du filtre à air de sa voiture survenue lors d'une touchette contre un mur de neige. Toujours en phase de progression, il terminera la quasi-totalité des spéciales de la dernière étape dans les dix meilleurs rangs intermédiaires pour finalement rallier l'arrivée en dix-septième position et premier pilote Citroën, profitant notamment des abandons tardifs du jeune Belge François Duval et du pilote local Kenneth Eriksson : « Nous étions là pour apprendre. Quand on apprend, on fait des erreurs. C'est ce qui nous est arrivé dans l'ES3, avec une sortie de route qui nous coûte plus de deux minutes et dans l'ES9, où nous avons mis le museau de la Xsara dans la neige. Mais quand on apprend, on récolte aussi de bonnes notes. Sur ce point, notre troisième temps dans l'ES8, à moins de trois dixièmes de seconde au kilomètre de Marcus Grönholm restera comme un bon souvenir. ».
| Étape   | Jour    | E.S. | Heure   | Nom            | Distance | Clas. Spé.       | Temps            | Vit. Moy.        | Clas. |
| ------- | ------- | ---- | ------- | -------------- | -------- | ---------------- | ---------------- | ---------------- | ----- |
| Étape 1 | 1er fév | SS1  | 8 h 29  | Sägen 1        | 14,17 km | 17e              | 7 min 53 s 9     | 107,6 km/h       | 17e   |
| Étape 1 | 1er fév | SS2  | 9 h 20  | Rämmen 1       | 23,16 km | 24e              | 12 min 46 s 4    | 108,8 km/h       | 23e   |
| Étape 1 | 1er fév | SS3  | 11 h 47 | Granberget 1   | 40,51 km | 54e              | 24 min 03 s 4    | 101,0 km/h       | 37e   |
| Étape 1 | 1er fév | SS4  | 15 h 11 | Fredriksberg 1 | 18,14 km | 22e              | 11 min 12 s 8    | 97,1 km/h        | 33e   |
| Étape 1 | 1er fév | SS5  | 15 h 54 | Lejen 1        | 28,07 km | 26e              | 15 min 41 s 4    | 107,3 km/h       | 29e   |
| Étape 2 | 2 fév   | SS6  | 8 h 55  | Granberget 2   | 40,51 km | 12e              | 20 min 33 s 8    | 118,2 km/h       | 23e   |
| Étape 2 | 2 fév   | SS7  | 12 h 09 | Fredriksberg 2 | 18,14 km | 5e               | 10 min 32 s 6    | 103,2 km/h       | 22e   |
| Étape 2 | 2 fév   | SS8  | 12 h 52 | Lejen 2        | 28,07 km | 3e               | 14 min 05 s 5    | 119,5 km/h       | 20e   |
| Étape 2 | 2 fév   | SS9  | 12 h 05 | Malta          | 11,25 km | 60e              | 7 min 18 s 7     | 92,3 km/h        | 22e   |
| Étape 2 | 2 fév   | SS10 | 15 h 37 | Hara           | 11,91 km | 15e              | 6 min 14 s 4     | 114,5 km/h       | 20e   |
| Étape 2 | 2 fév   | SS11 | 16 h 11 | Torntorp 1     | 19,21 km | 11e              | 10 min 34 s 7    | 109,0 km/h       | 19e   |
| Étape 3 | 3 fév   | SS12 | 8 h 29  | Sägen 2        | 14,17 km | 10e              | 7 min 28 s 0     | 113,9 km/h       | 19e   |
| Étape 3 | 3 fév   | SS13 | 9 h 20  | Rämmen 2       | 23,16 km | Spéciale annulée | Spéciale annulée | Spéciale annulée | 19e   |
| Étape 3 | 3 fév   | SS14 | 10 h 59 | Vargåsen       | 32,43 km | 7e               | 18 min 06 s 4    | 107,5 km/h       | 18e   |
| Étape 3 | 3 fév   | SS15 | 11 h 59 | Torntorp 2     | 19,21 km | 7e               | 10 min 10 s 8    | 113,2 km/h       | 18e   |
| Étape 3 | 3 fév   | SS16 | 13 h 52 | Hagfors 2002   | 39,85 km | 12e              | 20 min 24 s 4    | 117,2 km/h       | 17e   |

### 38º Telefónica MoviStar Rally Catalunya – Costa Brava
Absent du Tour de Corse, Sébastien Loeb retrouve l'asphalte, sa surface de prédilection, au départ du rallye de Catalogne, épreuve sur laquelle il effectua son baptême en mondial lors de la saison 1999. Il accroche la quatrième place du général aussitôt après l'annulation de la spéciale d'ouverture et conserve son rang durant toute la durée de la première étape, sans parvenir à suivre le rythme imposé par les deux Peugeot 206 WRC de Gilles Panizzi et du champion du monde en titre Richard Burns. À l'exception du premier passage de Llosses - Alpens sur lequel il signe la deuxième marque, le pilote alsacien se classe quatrième de toutes les spéciales au programme de la deuxième journée et se retrouve progressivement distancé par son coéquipier Philippe Bugalski, troisième au volant d'une autre Xsara WRC. Tandis qu'il défendait sa position face à la remontée de Marcus Grönholm, Loeb sort de la route dans les 5 km du premier passage de La Roca. Il parvient à rejoindre la piste en perdition avant d'être finalement contraint à l'abandon en raison des dégâts engendrés sur les triangles de suspension,.
| Étape   | Jour   | E.S. | Heure   | Nom                | Distance | Clas. Spé.       | Temps            | Vit. Moy.        | Clas.            |
| ------- | ------ | ---- | ------- | ------------------ | -------- | ---------------- | ---------------- | ---------------- | ---------------- |
| Étape 1 | 22 mar | SS1  | 7 h 30  | Riudecanyes 1      | 12,66 km | Spéciale annulée | Spéciale annulée | Spéciale annulée | Spéciale annulée |
| Étape 1 | 22 mar | SS2  | 9 h 05  | Pratdip 1          | 27,65 km | 5e               | 16 min 53 s 7    | 98,2 km/h        | 5e               |
| Étape 1 | 22 mar | SS3  | 11 h 33 | Escaladei 1        | 48,05 km | 4e               | 29 min 37 s 8    | 97,3 km/h        | 4e               |
| Étape 1 | 22 mar | SS4  | 14 h 18 | Riudecanyes 2      | 12,66 km | 4e               | 8 min 37 s 1     | 88,1 km/h        | 4e               |
| Étape 1 | 22 mar | SS5  | 14 h 58 | Pratdip 2          | 27,65 km | 5e               | 16 min 51 s 3    | 98,4 km/h        | 4e               |
| Étape 1 | 22 mar | SS6  | 17 h 26 | Escaladei 2        | 48,05 km | 4e               | 29 min 42 s 1    | 97,1 km/h        | 4e               |
| Étape 2 | 23 mar | SS7  | 10 h 10 | Coll de Bracons 1  | 19,66 km | Spéciale annulée | Spéciale annulée | Spéciale annulée | 4e               |
| Étape 2 | 23 mar | SS8  | 11 h 23 | Vallfogona 1       | 14,54 km | Spéciale annulée | Spéciale annulée | Spéciale annulée | 4e               |
| Étape 2 | 23 mar | SS9  | 12 h 16 | Llosses - Alpens 1 | 21,80 km | 2e               | 13 min 23 s 6    | 97,7 km/h        | 4e               |
| Étape 2 | 23 mar | SS10 | 14 h 34 | Coll de Bracons 2  | 19,66 km | 4e               | 12 min 49 s 2    | 92,0 km/h        | 4e               |
| Étape 2 | 23 mar | SS11 | 15 h 47 | Vallfogona 2       | 14,54 km | 4e               | 8 min 33 s 8     | 101,9 km/h       | 4e               |
| Étape 2 | 23 mar | SS12 | 16 h 40 | Llosses - Alpens 2 | 21,80 km | 4e               | 13 min 25 s 3    | 97,5 km/h        | 4e               |
| Étape 3 | 24 mar | SS13 | 8 h 25  | La Trona 1         | 12,90 km | 7e               | 8 min 24 s 2     | 92,1 km/h        | 4e               |
| Étape 3 | 24 mar | SS14 | 9 h 35  | La Roca 1          | 5,05 km  | 43e              | 7 min 36 s 4     | 39,8 km/h        | 12e              |
| Étape 3 | 24 mar | SS15 | 10 h 03 | Viladrau 1         | 35,18 km | Abandon          | Abandon          | Abandon          | Abandon          |
| Étape 3 | 24 mar | SS16 | 12 h 01 | La Trona 2         | 12,90 km | Abandon          | Abandon          | Abandon          | Abandon          |
| Étape 3 | 24 mar | SS17 | 13 h 11 | La Roca 2          | 5,05 km  | Abandon          | Abandon          | Abandon          | Abandon          |
| Étape 3 | 24 mar | SS18 | 13 h 39 | Viladrau 2         | 35,18 km | Abandon          | Abandon          | Abandon          | Abandon          |

### 49th Acropolis Rally
L'Alsacien entame sa saison sur terre dans le cadre du rallye de l'Acropole, réputé être le plus cassant et le plus abrasif du championnat et sur lequel il s'était imposé l'année précédente en catégorie junior. Optant pour un rythme prudent au moment du départ, il parvient à accrocher la neuvième place du général au soir de la première étape, signant notamment le quatrième temps du secteur de Inohori et profitant des problèmes de fixation de roues ayant accablés Tommi Mäkinen en fin de journée. Auteur d'un temps scratch dans le deuxième secteur, son coéquipier Thomas Rådström  démontre quant à lui le potentiel de la Xsara sur cette surface. Son apprentissage du terrain hellénique se poursuit le lendemain et Loeb se classe désormais parmi les dix meilleurs pilotes de chaque spéciale. Il dépasse l'Allemand Armin Schwarz et occupe un temps la septième place à la suite de la crevaison de la Ford Focus WRC de Markko Märtin avant d'être repris par le pilote estonien. Les quatre spéciales de la dernière étape seront alors le théâtre de nombreux bouleversements au sein des hommes de tête. Richard Burns, deuxième du général, arrache une roue de sa Peugeot 206 WRC tandis que le Belge Freddy Loix est victime d'une surchauffe moteur durant sa lutte pour l'accession au podium. Loeb évite quant à lui les derniers pièges de la manche grecque et achève le rallye en septième position, aux portes des points et premier pilote Citroën,.
| Étape   | Jour    | E.S. | Heure   | Nom          | Distance | Clas. Spé.       | Temps            | Vit. Moy.        | Clas. |
| ------- | ------- | ---- | ------- | ------------ | -------- | ---------------- | ---------------- | ---------------- | ----- |
| Étape 1 | 14 juin | SS1  | 9 h 07  | Pavliani 1   | 24,45 km | 11e              | 20 min 01 s 3    | 73,3 km/h        | 11e   |
| Étape 1 | 14 juin | SS2  | 10 h 40 | Karoutes 1   | 18,89 km | 6e               | 12 min 04 s 4    | 93,9 km/h        | 11e   |
| Étape 1 | 14 juin | SS3  | 12 h 36 | Paleohori    | 20,52 km | 11e              | 14 min 11 s 2    | 86,8 km/h        | 11e   |
| Étape 1 | 14 juin | SS4  | 13 h 29 | Rengini      | 25,04 km | 11e              | 20 min 02 s 6    | 75,0 km/h        | 11e   |
| Étape 1 | 14 juin | SS5  | 15 h 52 | Inohori 1    | 23,00 km | 4e               | 18 min 14 s 4    | 75,7 km/h        | 10e   |
| Étape 1 | 14 juin | SS6  | 16 h 40 | Pavliani 2   | 24,45 km | 6e               | 19 min 48 s 4    | 74,1 km/h        | 9e    |
| Étape 2 | 15 juin | SS7  | 8 h 35  | Bauxites 1   | 23,45 km | 9e               | 14 min 20 s 8    | 98,1 km/h        | 8e    |
| Étape 2 | 15 juin | SS8  | 9 h 58  | Drosohori 1  | 28,68 km | 10e              | 23 min 57 s 4    | 71,8 km/h        | 8e    |
| Étape 2 | 15 juin | SS9  | 11 h 56 | Elatia 1     | 37,16 km | 10e              | 25 min 12 s 1    | 88,5 km/h        | 7e    |
| Étape 2 | 15 juin | SS10 | 13 h 09 | Mendenitsa 1 | 17,34 km | Spéciale annulée | Spéciale annulée | Spéciale annulée | 7e    |
| Étape 2 | 15 juin | SS11 | 15 h 34 | Bauxites 2   | 23,45 km | 8e               | 14 min 03 s 7    | 100,1 km/h       | 7e    |
| Étape 2 | 15 juin | SS12 | 16 h 57 | Drosohori 2  | 28,68 km | 9e               | 23 min 33 s 3    | 73,1 km/h        | 9e    |
| Étape 3 | 16 juin | SS13 | 8 h 58  | Inohori 2    | 23,00 km | 7e               | 17 min 52 s 1    | 77,2 km/h        | 8e    |
| Étape 3 | 16 juin | SS14 | 10 h 16 | Karoutes 2   | 18,89 km | 6e               | 11 min 49 s 7    | 95,8 km/h        | 7e    |
| Étape 3 | 16 juin | SS15 | 12 h 49 | Elatia 2     | 37,16 km | 11e              | 24 min 51 s 5    | 89,7 km/h        | 7e    |
| Étape 3 | 16 juin | SS16 | 14 h 02 | Mendenitsa 2 | 17,34 km | 9e               | 11 min 26 s 7    | 90,9 km/h        | 7e    |

### 50th Inmarsat Safari Rally
Sébastien Loeb participe pour la première et dernière fois de sa carrière à une épreuve typée endurance dans le cadre du rallye Safari, seule manche rescapée du calendrier mondial mettant en scène ce type de format et dont ce sera la dernière apparition en WRC. La première étape est le théâtre d'une hécatombe parmi les pilotes d'usine, seules les équipes Ford et Citroën parvenant à ramener l'intégralité de leurs autos. Marcus Grönholm, lâché par le moteur de sa Peugeot 206 WRC, est le premier à marquer le pas. Loeb abandonne près de dix-sept minutes dans les première et troisième spéciales, mais parvient à rejoindre le parc d'assistance en neuvième position. Il signe un premier temps scratch dès le premier secteur du lendemain et conclura la journée sur un rythme élevé, gagnant cinq places au général dans les deux derniers tronçons en profitant notamment des problèmes mécaniques de Carlos Sainz, Tommi Mäkinen, Kenneth Eriksson et Richard Burns. L'Alsacien est quatrième au moment de disputer la dernière étape, loin derrière le leader Colin McRae et quatre minutes devant l'Estonien Markko Märtin. Il prend l'avantage sur le pilote Ford dans le premier secteur en accroissant sa marge de plus deux minutes avant d'en perdre près de neuf dans la spéciale suivante. Augmentant la prise de risques pour tenter de revenir sur son adversaire, il signe le dernier scratch du rallye mais échoue finalement à la cinquième place pour un écart réduit à vingt secondes.
| Étape   | Jour    | E.S. | Heure   | Nom                      | Distance  | Clas. Spé.       | Temps            | Vit. Moy.        | Clas. |
| ------- | ------- | ---- | ------- | ------------------------ | --------- | ---------------- | ---------------- | ---------------- | ----- |
| Étape 1 | 12 juil | SS1  | 8 h 23  | Ngema - Kedong           | 73,63 km  | 13e              | 43 min 20 s 8    | 101,9 km/h       | 13e   |
| Étape 1 | 12 juil | SS2  | 10 h 32 | Seyabei - Kerrerie 1     | 81,84 km  | 3e               | 37 min 28 s 5    | 131,0 km/h       | 9e    |
| Étape 1 | 12 juil | SS3  | 13 h 24 | Nailongilok - Il Damat 1 | 74,75 km  | 16e              | 55 min 18 s 6    | 81,1 km/h        | 12e   |
| Étape 1 | 12 juil | SS4  | 15 h 27 | Ntulele - Kedong 1       | 106,56 km | 6e               | 54 min 03 s 3    | 118,3 km/h       | 9e    |
| Étape 2 | 13 juil | SS5  | 7 h 03  | Kedong - Ngema 1         | 73,93 km  | 1er              | 37 min 30 s 6    | 118,3 km/h       | 9e    |
| Étape 2 | 13 juil | SS6  | 8 h 53  | Il Damat - Nailongilok   | 74,75 km  | Spéciale annulée | Spéciale annulée | Spéciale annulée | 9e    |
| Étape 2 | 13 juil | SS7  | 11 h 01 | Kedong - Ntulele         | 106,59 km | 7e               | 53 min 07 s 3    | 120,4 km/h       | 9e    |
| Étape 2 | 13 juil | SS8  | 14 h 04 | Kerrerie - Seyabei       | 81,67 km  | 2e               | 37 min 27 s 5    | 130,8 km/h       | 6e    |
| Étape 2 | 13 juil | SS9  | 16 h 18 | Kedong - Ngema 2         | 73,93 km  | 1er              | 36 min 36 s 6    | 121,2 km/h       | 4e    |
| Étape 3 | 14 juil | SS10 | 7 h 08  | Ntulele - Kedong 2       | 106,56 km | 4e               | 53 min 36 s 3    | 119,3 km/h       | 4e    |
| Étape 3 | 14 juil | SS11 | 9 h 26  | Nailongilok - Il Damat 2 | 74,75 km  | 7e               | 54 min 11 s 5    | 82,8 km/h        | 5e    |
| Étape 3 | 14 juil | SS12 | 11 h 59 | Seyabei - Kerrerie 2     | 81,84 km  | 1er              | 36 min 35 s 1    | 134,2 km/h       | 5e    |

### 52nd Neste Rally Finland
Le rallye de Finlande, terrain spécifique et atypique de par ses célèbres Jumps, constitue l'épreuve la plus roulante du calendrier. Le niveau de confiance qu'un pilote doit porter à ses notes et donc son expérience de la région de Jyväskylä doivent être suffisamment élevés pour pouvoir s'illustrer parmi les places d'honneur. Toujours en phase d'apprentissage, Sébastien Loeb adopte un départ prudent sur les premiers secteurs. Tout d'abord classé au-delà de la vingtième place à l'entame du rallye, il parvient à améliorer ses temps de manière significative lors des deuxièmes passages de chaque spéciale en y intégrant les dix meilleurs rangs intermédiaires. Il est seizième du général lorsque s'achève la première étape. Il gagne deux positions dès le lendemain matin en profitant des abandons successifs de Juha Kankkunen, surpris par une pierre camouflée au milieu une corde, et du leader Harri Rovanperä, parti à la faute en arrachant une roue de sa Peugeot 206 WRC. Il achèvera la deuxième étape à la treizième place après avoir repris la Mitsubishi Lancer d'Alister McRae dans les dernières spéciales du jour. Loeb poursuit sa montée en puissance lors de l'ultime étape, affichant des signes de progression encourageant pour sa carrière en réalisant deux fois le septième temps en spéciale. Il prend le dessus sur le pilote local Janne Tuhino au cours de la matinée avant de rejoindre l'arrivée en dixième position du classement final, bénéficiant des abandons tardifs de Colin McRae, victime d'un incendie de sa Ford Focus, et de son coéquipier Thomas Rådström sur sortie de route.
| Étape   | Jour   | E.S. | Heure   | Nom            | Distance | Clas. Spé. | Temps         | Vit. Moy.  | Clas. |
| ------- | ------ | ---- | ------- | -------------- | -------- | ---------- | ------------- | ---------- | ----- |
| Étape 1 | 8 aoû  | SS1  | 19 h 00 | SSS Killeri 1  | 2,06 km  | 19e        | 1 min 20 s 0  | 92,7 km/h  | 18e   |
| Étape 1 | 9 aoû  | SS2  | 9 h 06  | Valkola        | 8,42 km  | 25e        | 4 min 44 s 5  | 106,5 km/h | 23e   |
| Étape 1 | 9 aoû  | SS3  | 9 h 49  | Lankamaa 1     | 23,44 km | 22e        | 12 min 02 s 1 | 116,9 km/h | 21e   |
| Étape 1 | 9 aoû  | SS4  | 10 h 37 | Laukaa 1       | 11,80 km | 23e        | 6 min 02 s 0  | 117,3 km/h | 23e   |
| Étape 1 | 9 aoû  | SS5  | 12 h 34 | Mökkiperä      | 13,38 km | 22e        | 6 min 38 s 9  | 120,8 km/h | 22e   |
| Étape 1 | 9 aoû  | SS6  | 13 h 12 | Palsankylä     | 25,48 km | 20e        | 14 min 13 s 4 | 107,5 km/h | 20e   |
| Étape 1 | 9 aoû  | SS7  | 15 h 49 | Ruuhimäki      | 8,79 km  | 18e        | 4 min 54 s 8  | 107,3 km/h | 19e   |
| Étape 1 | 9 aoû  | SS8  | 16 h 37 | Laukaa 2       | 11,80 km | 9e         | 5 min 51 s 8  | 120,8 km/h | 19e   |
| Étape 1 | 9 aoû  | SS9  | 17 h 29 | Lankamaa 2     | 23,44 km | 12e        | 11 min 44 s 2 | 119,8 km/h | 16e   |
| Étape 1 | 9 aoû  | SS10 | 20 h 11 | SSS Killeri 2  | 2,06 km  | 11e        | 1 min 18 s 5  | 94,5 km/h  | 16e   |
| Étape 2 | 10 aoû | SS11 | 8 h 16  | Talviainen     | 25,74 km | 12e        | 13 min 30 s 3 | 114,4 km/h | 15e   |
| Étape 2 | 10 aoû | SS12 | 8 h 56  | Ouninpohja 1   | 34,13 km | 15e        | 17 min 04 s 7 | 119,9 km/h | 15e   |
| Étape 2 | 10 aoû | SS13 | 12 h 24 | Moksi - Leustu | 40,84 km | 12e        | 21 min 27 s 6 | 114,2 km/h | 14e   |
| Étape 2 | 10 aoû | SS14 | 13 h 31 | Ehikki         | 14,89 km | 7e         | 7 min 07 s 2  | 125,5 km/h | 13e   |
| Étape 2 | 10 aoû | SS15 | 17 h 28 | Ouninpohja 2   | 25,22 km | 8e         | 11 min 44 s 1 | 128,9 km/h | 13e   |
| Étape 2 | 10 aoû | SS16 | 18 h 16 | Vaheri - Himos | 35,83 km | 7e         | 18 min 23 s 5 | 116,9 km/h | 13e   |
| Étape 3 | 11 aoû | SS17 | 8 h 46  | Keuruu 1       | 11,80 km | 9e         | 5 min 32 s 5  | 127,8 km/h | 13e   |
| Étape 3 | 11 aoû | SS18 | 9 h 14  | Jukojärvi 1    | 22,71 km | 10e        | 11 min 20 s 6 | 120,1 km/h | 12e   |
| Étape 3 | 11 aoû | SS19 | 9 h 57  | Kruununperä 1  | 12,67 km | 10e        | 6 min 13 s 2  | 122,2 km/h | 12e   |
| Étape 3 | 11 aoû | SS20 | 12 h 45 | Keuruu 2       | 11,80 km | 13e        | 5 min 30 s 5  | 128,5 km/h | 12e   |
| Étape 3 | 11 aoû | SS21 | 13 h 13 | Jukojärvi 2    | 22,71 km | 7e         | 11 min 13 s 9 | 121,3 km/h | 10e   |
| Étape 3 | 11 aoû | SS22 | 14 h 06 | Kruununperä 2  | 12,67 km | 7e         | 6 min 07 s 8  | 124,0 km/h | 10e   |

### 21. ADAC Rallye Deutschland
Le championnat WRC ajoute en 2002 une manche germanique à son calendrier pour la première fois de son histoire avec l'introduction du rallye d'Allemagne, épreuve asphalte se déroulant dans la région de Trèves et qui fêtait alors son vingtième anniversaire. Sébastien Loeb y retrouve sa surface fétiche et espère voir ce parcours inédit gommer le différentiel d'expérience entre les pilotes du mondial. Il s'empare rapidement des commandes et signe six temps scratchs consécutifs sur les sept spéciales au programme de la première étape, creusant des écarts significatifs dans le secteur de Moselwein. Seul le champion du monde en titre Richard Burns parvient à suivre le rythme imposé par le Français mais accuse un déficit cumulé de près de trente secondes au moment de rejoindre le parc fermé. Tous les autres concurrents sont alors relégués au-delà de la minute mis à part Philippe Bugalski, troisième sur une autre Citroën Xsara WRC et déjà vainqueur de l'épreuve l'année précédente lorsqu'elle faisait partie intégrante du championnat d'Allemagne. L'aisance affichée jusque-là par Loeb décroît lors de la première boucle de la deuxième étape. Trop prudent, il laisse fondre le capital acquis la veille sur Burns à environ six secondes et assiste à la remontée du Finlandais Marcus Grönholm dans la course à la victoire. Il se ressaisit dans les secteurs de l'après-midi en y signant deux chronos de référence supplémentaires pour rehausser sa marge sur le pilote britannique à dix secondes avant le coup d'envoi de la dernière journée. Les deux hommes s'y partageront la totalité des sept scratchs au programme, dont trois dans l'escarcelle de l'Alsacien, pour des écarts en spéciale inférieurs à cinq secondes. Loeb parvient finalement à faire la différence dans les 16 km de Bosenberg et remporte sur le fil sa première victoire officielle en championnat du monde, huit mois après le dénouement controversé du Monte-Carlo. Ce premier succès lui vaut les félicitations de Walter Röhrl et continue d'attirer l'attention des médias sur son parcours, Guy Fréquelin affirmant à l'arrivée qu'« il a le potentiel pour devenir champion du monde »,.
| Étape   | Jour   | E.S. | Heure   | Nom                 | Distance | Clas. Spé.       | Temps            | Vit. Moy.        | Clas. |
| ------- | ------ | ---- | ------- | ------------------- | -------- | ---------------- | ---------------- | ---------------- | ----- |
| Étape 1 | 23 aoû | SS1  | 7 h 58  | Dhrontal 1          | 12,16 km | 3e               | 8 min 32 s 5     | 85,4 km/h        | 3e    |
| Étape 1 | 23 aoû | SS2  | 8 h 49  | Schönes Moselland 1 | 23,82 km | 1er              | 14 min 10 s 8    | 100,8 km/h       | 3e    |
| Étape 1 | 23 aoû | SS3  | 9 h 32  | Moselwein 1         | 22,28 km | 1er              | 13 min 24 s 2    | 99,7 km/h        | 1er   |
| Étape 1 | 23 aoû | SS4  | 12 h 10 | Dhrontal 1          | 12,16 km | 1er              | 8 min 23 s 8     | 87,0 km/h        | 1er   |
| Étape 1 | 23 aoû | SS5  | 13 h 01 | Schönes Moselland 2 | 23,82 km | 1er              | 13 min 53 s 8    | 102,8 km/h       | 1er   |
| Étape 1 | 23 aoû | SS6  | 14 h 09 | Stein und Wein 1    | 15,80 km | 1er              | 8 min 33 s 5     | 110,8 km/h       | 1er   |
| Étape 1 | 23 aoû | SS7  | 16 h 37 | Moselwein 2         | 22,28 km | Spéciale annulée | Spéciale annulée | Spéciale annulée | 1er   |
| Étape 1 | 23 aoû | SS8  | 17 h 40 | Stein und Wein 2    | 15,80 km | 1er              | 8 min 31 s 5     | 111,2 km/h       | 1er   |
| Étape 2 | 24 aoû | SS9  | 9 h 30  | Maiwald 1           | 18,76 km | 6e               | 11 min 18 s 6    | 99,5 km/h        | 1er   |
| Étape 2 | 24 aoû | SS10 | 9 h 58  | Panzerplatte 1      | 35,56 km | 2e               | 21 min 34 s 6    | 98,9 km/h        | 1er   |
| Étape 2 | 24 aoû | SS11 | 12 h 38 | Maiwald 2           | 18,76 km | 7e               | 11 min 01 s 4    | 102,1 km/h       | 1er   |
| Étape 2 | 24 aoû | SS12 | 13 h 06 | Hahlkreuz           | 8,31 km  | 16e              | 5 min 11 s 0     | 96,2 km/h        | 1er   |
| Étape 2 | 24 aoû | SS13 | 13 h 29 | Erzweiler 1         | 20,87 km | 1er              | 12 min 56 s 6    | 96,7 km/h        | 1er   |
| Étape 2 | 24 aoû | SS14 | 16 h 04 | Panzerplatte 2      | 35,56 km | 3e               | 20 min 47 s 8    | 102,6 km/h       | 1er   |
| Étape 2 | 24 aoû | SS15 | 16 h 52 | Erzweiler 2         | 20,87 km | 1er              | 12 min 21 s 1    | 101,4 km/h       | 1er   |
| Étape 2 | 24 aoû | SS16 | 19 h 17 | St. Wendel 1        | 5,81 km  | 11e              | 3 min 46 s 4     | 92,4 km/h        | 1er   |
| Étape 3 | 25 aoû | SS17 | 8 h 10  | Petersberg 1        | 15,03 km | 1er              | 8 min 07 s 6     | 111,0 km/h       | 1er   |
| Étape 3 | 25 aoû | SS18 | 8 h 38  | St Wendeler Land 1  | 17,71 km | 2e               | 8 min 50 s 3     | 120,2 km/h       | 1er   |
| Étape 3 | 25 aoû | SS19 | 9 h 11  | Bosenberg 1         | 15,82 km | 1er              | 7 min 39 s 0     | 124,1 km/h       | 1er   |
| Étape 3 | 25 aoû | SS20 | 11 h 16 | Petersberg 2        | 15,03 km | 2e               | 8 min 10 s 2     | 110,4 km/h       | 1er   |
| Étape 3 | 25 aoû | SS21 | 11 h 44 | St Wendeler Land 2  | 17,71 km | 2e               | 8 min 46 s 4     | 121,1 km/h       | 1er   |
| Étape 3 | 25 aoû | SS22 | 12 h 17 | Bosenberg 2         | 15,82 km | 1er              | 7 min 38 s 9     | 124,1 km/h       | 1er   |
| Étape 3 | 25 aoû | SS23 | 13 h 40 | St. Wendel 2        | 5,81 km  | 2e               | 3 min 37 s 3     | 96,3 km/h        | 1er   |

### 15th Telstra Rally Australia
Trois mois après sa cinquième place acquise au Kenya lors de la période estivale, Sébastien Loeb participe pour la deuxième fois de sa carrière à une épreuve située hors d'Europe en prenant le départ du rallye d'Australie. Absente de son programme partiel initialement conclu avec Citroën, l'intégration de cette épreuve se concrétise finalement avec l'aide de la branche espagnole de la marque aux chevrons et par l'intermédiaire de la structure privée Piedrafita Sport, cette dernière exploitant régulièrement une Xsara WRC. Ce rallye additionnel doit alors permettre au jeune Alsacien d'acquérir davantage d'expérience sur les revêtements terre. Sur un terrain qu'il découvre, il oscille aux alentours de la quinzième place du général à l'issue des premiers secteurs chronométrés avant de monter progressivement en puissance en signant notamment le sixième temps dans le deuxième passage de Murray River. Il achève la première étape en dixième position à près de trois minutes du leader Marcus Grönholm, double vainqueur de l'épreuve et dominateur sur cette nouvelle édition. Loeb gagne une position supplémentaire au cours de la deuxième journée en profitant de l'abandon de Colin McRae et améliore successivement ses chronos lors de la deuxième boucle après rectification de ses notes. La dernière étape n'est composée que de quatre spéciales mais sera néanmoins le théâtre de plusieurs bouleversements dans le classement. Le jeune Belge François Duval part ainsi à la faute dans l'avant-dernier secteur tandis que la Subaru Impreza de Tommi Mäkinen est exclue de la compétition pour non-respect du poids minimum réglementaire. L'Alsacien rejoint quant à lui l'arrivée sans incidents et termine son premier rallye aux antipodes à la septième place.
| Étape   | Jour    | E.S. | Heure   | Nom                  | Distance | Clas. Spé. | Temps         | Vit. Moy.  | Clas. |
| ------- | ------- | ---- | ------- | -------------------- | -------- | ---------- | ------------- | ---------- | ----- |
| Étape 1 | 31 oct  | SS1  | 18 h 42 | Langley Park Super 1 | 2,20 km  | 11e        | 1 min 30 s 5  | 87,5 km/h  | 10e   |
| Étape 1 | 1er nov | SS2  | 9 h 43  | Harvey Weir          | 6,97 km  | 18e        | 4 min 13 s 5  | 99,0 km/h  | 14e   |
| Étape 1 | 1er nov | SS3  | 10 h 06 | Stirling West        | 15,89 km | 16e        | 9 min 45 s 5  | 97,7 km/h  | 15e   |
| Étape 1 | 1er nov | SS4  | 11 h 01 | Murray River 1       | 20,44 km | 13e        | 12 min 43 s 9 | 96,3 km/h  | 15e   |
| Étape 1 | 1er nov | SS5  | 13 h 00 | Brunswick            | 16,63 km | 14e        | 9 min 35 s 8  | 104,0 km/h | 15e   |
| Étape 1 | 1er nov | SS6  | 13 h 34 | Stirling East        | 38,93 km | 12e        | 23 min 23 s 2 | 99,9 km/h  | 13e   |
| Étape 1 | 1er nov | SS7  | 15 h 53 | Murray Pines South   | 11,98 km | 8e         | 6 min 39 s 0  | 108,1 km/h | 12e   |
| Étape 1 | 1er nov | SS8  | 16 h 12 | Murray River 2       | 20,44 km | 6e         | 12 min 06 s 4 | 101,3 km/h | 10e   |
| Étape 1 | 1er nov | SS9  | 19 h 29 | Langley Park Super 2 | 2,20 km  | 12e        | 1 min 32 s 2  | 85,9 km/h  | 10e   |
| Étape 2 | 2 nov   | SS10 | 8 h 41  | Kevs                 | 9,56 km  | 13e        | 6 min 06 s 5  | 93,9 km/h  | 10e   |
| Étape 2 | 2 nov   | SS11 | 9 h 20  | Beraking             | 26,46 km | 11e        | 15 min 05 s 9 | 105,2 km/h | 10e   |
| Étape 2 | 2 nov   | SS12 | 10 h 11 | Helena South 1       | 18,43 km | 12e        | 9 min 54 s 2  | 111,7 km/h | 10e   |
| Étape 2 | 2 nov   | SS13 | 12 h 29 | York Railway         | 5,30 km  | 12e        | 2 min 40 s 1  | 119,2 km/h | 10e   |
| Étape 2 | 2 nov   | SS14 | 13 h 03 | Muresk 1             | 6,81 km  | 13e        | 3 min 37 s 8  | 112,6 km/h | 10e   |
| Étape 2 | 2 nov   | SS15 | 13 h 14 | Muresk 2             | 6,81 km  | 11e        | 3 min 32 s 9  | 115,2 km/h | 9e    |
| Étape 2 | 2 nov   | SS16 | 14 h 41 | Flynns Short         | 19,98 km | 9e         | 12 min 04 s 4 | 99,3 km/h  | 9e    |
| Étape 2 | 2 nov   | SS17 | 16 h 05 | Helena North         | 28,87 km | 10e        | 17 min 16 s 5 | 100,3 km/h | 9e    |
| Étape 2 | 2 nov   | SS18 | 16 h 38 | Helena South 2       | 18,43 km | 9e         | 9 min 43 s 7  | 113,7 km/h | 9e    |
| Étape 2 | 2 nov   | SS19 | 17 h 03 | Atkins               | 4,42 km  | 10e        | 3 min 06 s 0  | 85,5 km/h  | 9e    |
| Étape 2 | 2 nov   | SS20 | 19 h 49 | Langley Park Super 3 | 2,20 km  | 8e         | 1 min 29 s 8  | 88,2 km/h  | 9e    |
| Étape 3 | 3 nov   | SS21 | 9 h 00  | Bannister Central    | 5,63 km  | 12e        | 3 min 36 s 5  | 93,9 km/h  | 9e    |
| Étape 3 | 3 nov   | SS22 | 9 h 18  | Bannister South      | 28,65 km | 10e        | 17 min 08 s 0 | 100,3 km/h | 9e    |
| Étape 3 | 3 nov   | SS23 | 11 h 32 | Bannister West       | 34,57 km | 8e         | 17 min 57 s 2 | 115,5 km/h | 8e    |
| Étape 3 | 3 nov   | SS24 | 12 h 40 | Bannister North      | 36,84 km | 9e         | 20 min 13 s 1 | 109,3 km/h | 7e    |

### 58th Network Q Rally of Great Britain
Le rallye de Grande-Bretagne tient comme à son habitude le rôle de manche de clôture du championnat du monde. Dans des conditions humides rendant l'adhérence des pistes galloises particulièrement précaire, Loeb se hisse aux environs de la dixième place de chaque spéciale au programme de la première étape. Signant son meilleur résultat dans les 28 km de Trawscoed avec le septième temps, il termine sa première journée de course en neuvième position du classement général,. Il améliore significativement ses performances lors de la deuxième étape, accrochant notamment le trio de tête intermédiaire dans deux spéciales. L'équipe Peugeot connait quant à elle de sérieuses difficultés : le nouveau champion du monde Marcus Grönholm part à la faute tandis que Harri Rovanperä se voit retarder par des problèmes mécaniques récurrents affectant sa 206. Loeb accroche la sixième place au soir de cette seconde journée, devançant Colin McRae d'une poignée de dixièmes après quelques erreurs commises par le pilote écossais dans le dernier chrono. Le Français se retrouve aussitôt distancé par son aîné dès l'entame de l'ultime étape et rétrograde en septième position. Il est finalement contraint à l'abandon dans l'avant-dernière spéciale, victime d'une suspension cassée alors qu'il défendait son rang face à Rovanperä.
| Étape   | Jour   | E.S. | Heure   | Nom           | Distance | Clas. Spé.       | Temps            | Vit. Moy.        | Clas.   |
| ------- | ------ | ---- | ------- | ------------- | -------- | ---------------- | ---------------- | ---------------- | ------- |
| Étape 1 | 14 nov | SS1  | 19 h 30 | Cardiff SSS 1 | 2,45 km  | 12e              | 2 min 12 s 5     | 66,6 km/h        | 12e     |
| Étape 1 | 15 nov | SS2  | 7 h 44  | Brechfa 1     | 23,12 km | 10e              | 14 min 11 s 1    | 97,8 km/h        | 10e     |
| Étape 1 | 15 nov | SS3  | 8 h 23  | Trawscoed 1   | 27,97 km | 7e               | 17 min 06 s 8    | 98,1 km/h        | 7e      |
| Étape 1 | 15 nov | SS4  | 11 h 29 | Brechfa 2     | 23,12 km | Spéciale annulée | Spéciale annulée | Spéciale annulée | 7e      |
| Étape 1 | 15 nov | SS5  | 12 h 08 | Trawscoed 2   | 27,97 km | 9e               | 17 min 17 s 9    | 97,0 km/h        | 7e      |
| Étape 1 | 15 nov | SS6  | 15 h 28 | Rheola 1      | 27,95 km | 9e               | 16 min 20 s 3    | 102,6 km/h       | 9e      |
| Étape 1 | 15 nov | SS7  | 19 h 35 | Cardiff SSS 2 | 2,45 km  | 11e              | 2 min 11 s 8     | 66,9 km/h        | 9e      |
| Étape 2 | 16 nov | SS8  | 8 h 11  | Resolfen 1    | 54,69 km | 11e              | 29 min 46 s 0    | 110,2 km/h       | 9e      |
| Étape 2 | 16 nov | SS9  | 11 h 52 | Crychan 1     | 12,67 km | 8e               | 7 min 11 s 1     | 105,8 km/h       | 9e      |
| Étape 2 | 16 nov | SS10 | 12 h 21 | Halfway 1     | 17,28 km | 2e               | 9 min 52 s 7     | 105,0 km/h       | 8e      |
| Étape 2 | 16 nov | SS11 | 14 h 46 | Crychan 2     | 12,67 km | 5e               | 7 min 12 s 0     | 105,6 km/h       | 7e      |
| Étape 2 | 16 nov | SS12 | 15 h 15 | Halfway 2     | 17,28 km | 3e               | 10 min 01 s 5    | 103,4 km/h       | 7e      |
| Étape 2 | 16 nov | SS13 | 19 h 30 | Cardiff SSS 3 | 2,45 km  | 4e               | 2 min 09 s 3     | 68,2 km/h        | 6e      |
| Étape 3 | 17 nov | SS14 | 7 h 41  | Resolfen 2    | 54,69 km | 7e               | 29 min 22 s 4    | 111,7 km/h       | 7e      |
| Étape 3 | 17 nov | SS15 | 10 h 43 | Rheola 2      | 27,95 km | 7e               | 16 min 02 s 0    | 104,6 km/h       | 7e      |
| Étape 3 | 17 nov | SS16 | 11 h 59 | Margam 1      | 27,93 km | Abandon          | Abandon          | Abandon          | Abandon |
| Étape 3 | 17 nov | SS17 | 14 h 06 | Margam 2      | 27,93 km | Abandon          | Abandon          | Abandon          | Abandon |

### Bilan de la saison
Avec une première victoire en carrière, une deuxième place au rallye Monte-Carlo et quelques places d'honneur obtenues sur des épreuves terre, Sébastien Loeb dresse un bilan positif de sa première saison partielle disputée en catégorie reine. L'Alsacien termine à la dixième place du classement mondial définitif et premier des pilotes Citroën au terme de ses neuf engagements parmi les quatorze manches composant le calendrier WRC. La marque aux chevrons, par l'intermédiaire du directeur de sa branche sportive Guy Fréquelin, se voit ainsi conforter dans son choix de titulariser le jeune Alsacien à temps plein pour la saison 2003, date de l'engagement officiel du constructeur français.
| #     | Rallye                     | Surface          | Départ | Victoire | Podium | Abandon | Points | E.S. Prog. | E.S. Clas. | E.S. Dép. | Scratchs | %Scratchs | E.S. Tête | %E.S. Tête | Clas. |
| ----- | -------------------------- | ---------------- | ------ | -------- | ------ | ------- | ------ | ---------- | ---------- | --------- | -------- | --------- | --------- | ---------- | ----- |
| 1     | Rallye Monte-Carlo         | Asphalte enneigé | ●      |          | ●      |         | 6      | 15         | 15         | 14        | 5        | 35,71 %   | 12        | 80,00 %    | 2e    |
| 2     | Rallye de Suède            | Terre enneigée   | ●      |          |        |         | 0      | 16         | 16         | 15        | 0        | 0,00 %    | 0         | 0,00 %     | 17e   |
| 3     | Tour de Corse              | Asphalte         |        |          |        |         | -      | -          | -          | -         | -        | -         | -         | -          | -     |
| 4     | Rallye de Catalogne        | Asphalte         | ●      |          |        | ●       | 0      | 18         | 13         | 11        | 0        | 0,00 %    | 0         | 0,00 %     | Ab.   |
| 5     | Rallye de Chypre           | Terre abrasive   |        |          |        |         | -      | -          | -          | -         | -        | -         | -         | -          | -     |
| 6     | Rallye d'Argentine         | Terre abrasive   |        |          |        |         | -      | -          | -          | -         | -        | -         | -         | -          | -     |
| 7     | Rallye de l'Acropole       | Terre abrasive   | ●      |          |        |         | 0      | 16         | 16         | 15        | 0        | 0,00 %    | 0         | 0,00 %     | 7e    |
| 8     | Rallye Safari              | Terre rapide     | ●      |          |        |         | 2      | 12         | 12         | 11        | 3        | 27,27 %   | 0         | 0,00 %     | 5e    |
| 9     | Rallye de Finlande         | Terre rapide     | ●      |          |        |         | 0      | 22         | 22         | 22        | 0        | 0,00 %    | 0         | 0,00 %     | 10e   |
| 10    | Rallye d'Allemagne         | Asphalte         | ●      | ●        | ●      |         | 10     | 23         | 23         | 22        | 11       | 50,00 %   | 21        | 91,30 %    | 1er   |
| 11    | Rallye Sanremo             | Asphalte         |        |          |        |         | -      | -          | -          | -         | -        | -         | -         | -          | -     |
| 12    | Rallye de Nouvelle-Zélande | Terre rapide     |        |          |        |         | -      | -          | -          | -         | -        | -         | -         | -          | -     |
| 13    | Rallye d'Australie         | Terre rapide     | ●      |          |        |         | 0      | 24         | 24         | 24        | 0        | 0,00 %    | 0         | 0,00 %     | 7e    |
| 14    | Rallye de Grande-Bretagne  | Terre rapide     | ●      |          |        | ●       | 0      | 17         | 15         | 15        | 0        | 0,00 %    | 0         | 0,00 %     | Ab.   |
| Total |                            |                  | 9      | 1        | 2      | 2       | 18     | 163        | 156        | 149       | 19       | 12,75 %   | 33        | 21,15 %    | 10e   |

## Coupe de France FFSA de Formule France
C'est avec l'aval de Guy Fréquelin et de ses médecins, dont le verdict était attendu à la suite de sa sortie de route du rallye de Catalogne, que Sébastien Loeb put donner suite à la proposition de la FFSA portant sur un engagement dans la manche d'ouverture de la coupe de Formule France 2002. Organisé début avril dans le cadre des Coupes de Pâques, sur le circuit Paul Armagnac de Nogaro, l'événement se concrétisa pour le jeune Alsacien grâce à l'association de la fédération française, de l'opérateur PHS Evénements et de la société Exess Compétition qui mirent à disposition sur toute la saison une voiture réservée à des invités.
Engagé aux côtés de vingt-six autres pilotes, Loeb signa la pole position et se retrouva au départ à la lutte face à Victor Porta, futur vainqueur du championnat, et Nicolas Rivière. Il remporta finalement la course en enregistrant au passage un nouveau record du tour.
| N°      | Équipe            | Équipe               |       |       |       |       |
| ------- | ----------------- | -------------------- | ----- | ----- | ----- | ----- |
|         | Exess Compétition |                      |       |       |       |       |
| Date    | Heure             | Phase                | Temps | Tours | Écart | Clas. |
| 30 mar  | 18 h 10           | Essais Libres        |       |       |       |       |
| 31 mar  | 9 h 40            | Essais Qualificatifs |       |       | -     | 1er   |
| 1er avr | 9 h 30            | Course               |       | 14    | -     | 1er   |

## 18eRallye Alsace Saint-Dié Vosges
Le premier week-end de juin 2002, Sébastien Loeb retrouve le rallye Alsace-Vosges sur lequel il s'était imposé l'année précédente dans le cadre de sa conquête du titre national. Copiloté pour la première fois par sa compagne Séverine en lieu et place de son complice habituel Daniel Elena, il parcourt l'ensemble des spéciales en tant qu'ouvreur de luxe au volant d'une Citroën Saxo Challenge.

## 3rd Anatolian Rally
Répondant à une invitation de Citroën Sport Türkiye à Antalya, Sébastien Loeb participe en septembre 2002 à la troisième édition du rallye d'Anatolie, destiné à représenter la Turquie au calendrier mondial à compter de 2003 et dont l'organisation accepte pour la première fois cette année-là des engagements de pilotes étrangers. Au volant d'une Citroën Saxo Challenge, l'objectif de l'Alsacien est alors d'acquérir davantage d'expérience sur terre et d'effectuer un repérage des spéciales pour la saison suivante. Il est finalement contraint à l'abandon dans le cinquième secteur chronométré en raison d'un problème de colonne de direction,.

## Course des Champions

### Résumé
Sébastien Loeb achève sa saison sportive en participant pour la première fois de sa carrière à la Course des Champions, épreuve de gala réunissant chaque année des pilotes ayant brillé dans leur discipline respective parmi l'ensemble des sports mécaniques et proposant des duels individuels et par équipes. Organisée le premier week-end de décembre 2002, la quinzième édition de l'événement est localisée pour la onzième année consécutive sur l'île Grande Canarie.
L'Alsacien intègre l'équipe de France pour les besoins de la Nations Cup aux côtés de ses compatriotes Sébastien Bourdais, vainqueur du championnat international de Formule 3000, et Mickael Maschio, champion du monde en titre de motocross 125 cm3. Les trois pilotes sont affectés au groupe B des poules qualificatives face aux équipes allemande et italienne, une première place étant nécessaire pour accéder à la suite de la compétition. Loeb y remporte ses deux duels :  le premier face à Walter Röhrl, premier double champion du monde WRC de l'histoire, et le second face à Renato Travaglia, nouvellement couronné champion d'Europe des rallyes. Bourdais échoue quant à lui lors de ses deux affrontements tandis que Maschio n'en remporte qu'un seul face à un autre pilote de motocross, l'Allemand Pit Beirer. Deuxième du classement final de sa poule derrière l'Italie, l'équipe de France est repêchée en vertu du meilleur temps cumulé de ses trois pilotes comparativement aux équipes suédoise et espagnole. Elle accède ainsi aux demi-finales face à la formation américaine, sortie vainqueur du groupe C. Mickael Maschio perd ses deux duels l'opposant au champion du monde en titre de Superbike Colin Edwards, Loeb et Bourdais remportant respectivement le leur face aux pilotes de NASCAR Jimmie Johnson et Jeff Gordon. Désormais à égalité, les deux équipes sont départagées lors d'un ultime affrontement en vertu du règlement stipulant la nécessité de remporter trois duels pour être déclarer vainqueur. Gordon prend sa revanche et domine Bourdais, éliminant de fait l'équipe de France de la compétition.
Titulaire du meilleur temps des pilotes du groupe Rallye, réalisé dans le cadre de son duel face à Renato Travaglia lors de la Nations Cup, Sébastien Loeb accède directement aux quarts de finale de la Race of Champions, organisée le lendemain. Il remporte les deux manches l'opposant au pilote de rallye Luis Monzón et rejoint en demi-finale l'un de ses adversaires réguliers du championnat WRC, également Champion des Champions en titre, le Finlandais Harri Rovanperä. L'Alsacien poursuit sa série d'invincibilité dans la compétition en sortant vainqueur de ses deux duels face au pilote Peugeot, lui permettant ainsi d'accéder à la finale. La lutte pour le titre l'oppose alors à un autre Finlandais, le champion du monde des rallyes en titre Marcus Grönholm. Loeb subit sa première défaite dans la Course des Champions à l'issue de la première manche pour huit centièmes de seconde au volant d'une Seat Córdoba WRC. Il crée la surprise en s'imposant dans le duel suivant disputé avec une Peugeot 206 WRC, la voiture qui permit à Grönholm de conquérir l'ensemble de ses titres. Le Français s'incline finalement lors de l'ultime manche, toujours sur 206, et achève la compétition au rang de vice-champion pour sa première participation à la ROC,,.

### Résultats détaillés
| Duel | Événement         | Phase            | Adversaire       | Véhicule                                | Temps         | Écart  | Résultat |
| ---- | ----------------- | ---------------- | ---------------- | --------------------------------------- | ------------- | ------ | -------- |
| 1    | Nations Cup       | Poules B         | Walter Röhrl     | Mitsubishi Lancer Evolution VI Groupe N | 1 min 56 s 41 | 0 s 48 | Victoire |
| 2    | Nations Cup       | Poules B         | Renato Travaglia | Mitsubishi Lancer Evolution VI Groupe N | 1 min 55 s 95 | 0 s 85 | Victoire |
| 3    | Nations Cup       | Demi-finales     | Jimmie Johnson   | Mitsubishi Lancer Evolution VI Groupe N | 1 min 58 s 02 | 0 s 09 | Victoire |
| 4    | Race of Champions | Quarts de finale | Luis Monzón      | Mitsubishi Lancer Evolution VI Groupe N | 1 min 57 s 85 | 2 s 64 | Victoire |
| 5    | Race of Champions | Quarts de finale | Luis Monzón      | Mitsubishi Lancer Evolution VI Groupe N | 1 min 57 s 87 | 1 s 00 | Victoire |
| 6    | Race of Champions | Demi-finales     | Harri Rovanperä  | Mitsubishi Lancer Evolution VI Groupe N | 1 min 57 s 19 | 0 s 69 | Victoire |
| 7    | Race of Champions | Demi-finales     | Harri Rovanperä  | Seat Córdoba WRC                        | 1 min 53 s 81 | 1 s 00 | Victoire |
| 8    | Race of Champions | Finale           | Marcus Grönholm  | Seat Córdoba WRC                        | 1 min 53 s 15 | 0 s 08 | Défaite  |
| 9    | Race of Champions | Finale           | Marcus Grönholm  | Peugeot 206 WRC                         | 1 min 51 s 54 | 0 s 11 | Victoire |
| 10   | Race of Champions | Finale           | Marcus Grönholm  | Peugeot 206 WRC                         | 1 min 52 s 74 | 0 s 87 | Défaite  |